# Villa Merlo Dragoni

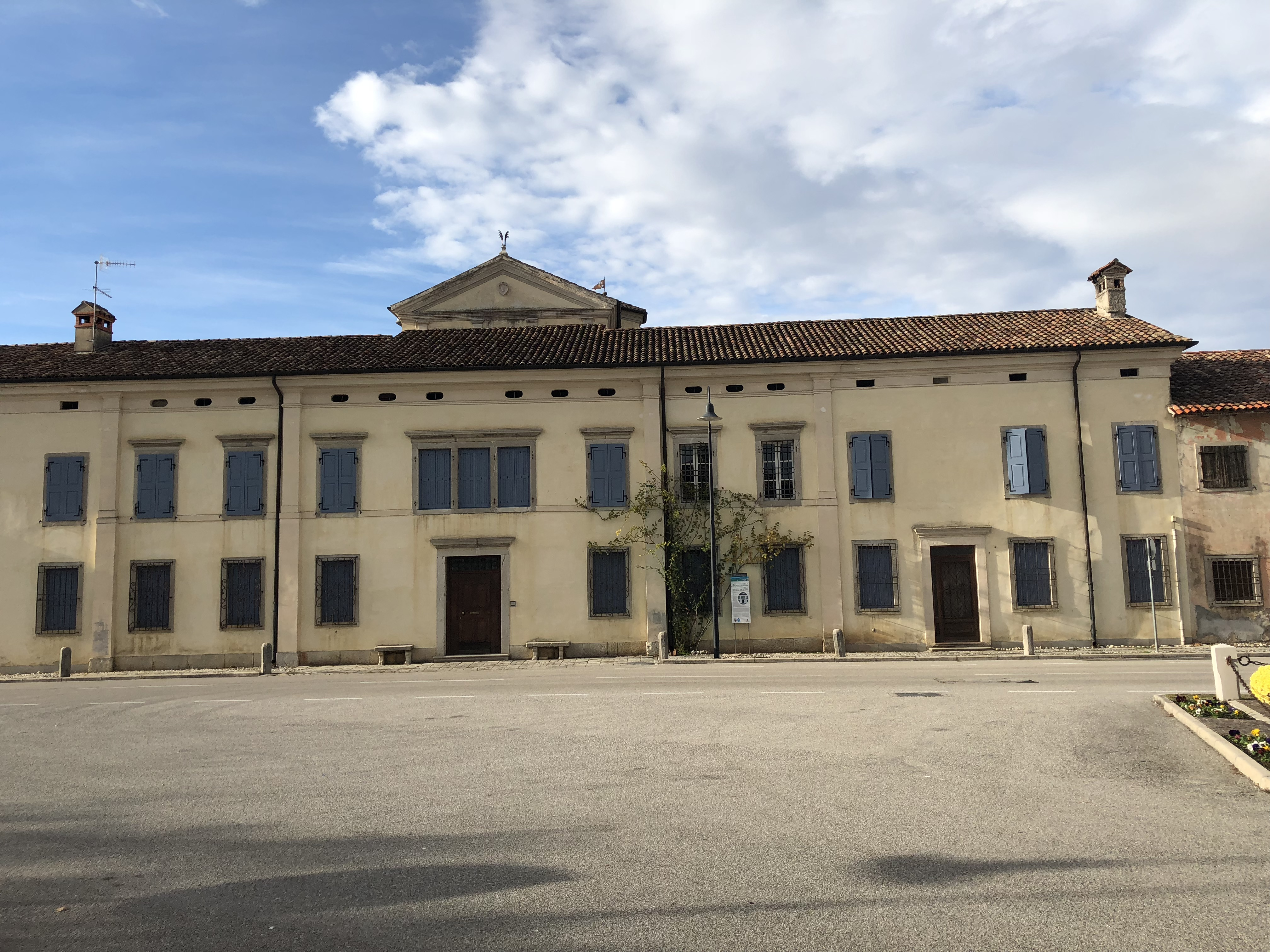
Villa Merlo Dragoni in Lovaria, Hauptfassade

Die Villa Merlo Dragoni, auch Villa Merlo Dragoni Giacomelli, ist ein Landhaus aus dem 16. Jahrhundert in Lovaria, einem Ortsteil von Pradamano in der italienischen Region Friaul-Julisch Venetien. Die Villa liegt in der Nähe der Pfarrkirche des Dorfes in der Via Libertà, 4.

## Geschichte
In der ersten Hälfte des 16. Jahrhunderts gehörte der Komplex den Merlos und bestand aus zwei Herrenhäusern namens „Casa Grande“ (dt.: Großes Haus) und „Casa Bassa“ (dt.: Unteres Haus), aus Bauernhäusern, landwirtschaftlichen Nebengebäuden, Geflecht und dem Grundstück.
Gegen Ende des Jahrhunderts kaufte Francesco Dragoni die „Casa Grande“, während die „Casa Bassa“ bis 1687 in Händen der Merlos verblieb. Letztere gelangte, nachdem es mehrmals den Besitzer gewechselt hatte, 1723 an die Familie Dragoni, die dann den gesamten Komplex restaurieren ließ, sodass sie ihr heutiges Aussehen annahm. Das Landhaus blieb bis 1863 im Eigentum der Familie und wurde dann an Carlo Giacomelli verkauft.

## Beschreibung
Das heutige Gebäude mit länglich-rechteckigem Grundriss entspricht der alten „Casa Grande“ und erstreckt sich über zwei Stockwerke plus Getreidespeicher. Die Fassade entlang der Straße wird von vier Lisenen unterbrochen und ist durch ein Dreifachfenster in der Mitte und Fensteröffnungen mit stark vorspringenden Rahmen im ersten Obergeschoss gekennzeichnet. Die Rückfassade, die aus den ersten Jahren des 16. Jahrhunderts stammt, besteht aus einem Baukörper mit Tympanon, flankiert von zwei Türmchen, die durch eine Loggia mit dem ersten Obergeschoss verbunden sind.
Hinter dem Haus befindet sich ein Garten.